# Liste der japanischen Meister in der Nordischen Kombination

Logo des japanischen Skiverbands

Die Liste der japanischen Meister in der Nordischen Kombination führt alle japanischen Erstplatzierten bei Meisterschaften in der Nordischen Kombination auf. Die Wettbewerbe der Männer wurden 1929 im siebten Jahr der Austragung japanischer nordischer Skimeisterschaften ins Programm aufgenommen, wohingegen die Frauen erst seit 2018 eine Meisterin küren.

## Ergebnisse

### Männer
| Nr.  | Jahr | Austragungsort  | Bemerkung                | Meister                                                                          | Zweiter                                                                          | Dritter                                                                          | Beleg         |
| ---- | ---- | --------------- | ------------------------ | -------------------------------------------------------------------------------- | -------------------------------------------------------------------------------- | -------------------------------------------------------------------------------- | ------------- |
| 007. | 1929 | Takada          |                          | Kanzawa Kenzō                                                                    |                                                                                  |                                                                                  | [ 1 ]         |
| 008. | 1930 | Daigō, Aomori   |                          | Kuriyagawa Heigoro                                                               |                                                                                  |                                                                                  | [ 2 ]         |
| 009. | 1931 | Toyohara        | 1                        | Satō Toyoji                                                                      |                                                                                  |                                                                                  | [ 2 ]         |
| 010. | 1932 | Nozawa Onsen    | 2                        | Okui Yoshio                                                                      |                                                                                  |                                                                                  | [ 2 ]         |
| 011. | 1933 | Sapporo         |                          | Tsubokawa Takemitsu                                                              |                                                                                  |                                                                                  | [ 3 ]         |
| 012. | 1934 | Daigō, Aomori   |                          | Yamada Shinzō                                                                    |                                                                                  |                                                                                  | [ 3 ]         |
| 013. | 1935 | Sapporo         |                          | Sekiguchi Isamu                                                                  |                                                                                  |                                                                                  | [ 3 ]         |
| 014. | 1936 | Ochiya, Niigata |                          | Kikuchi Tomizō                                                                   |                                                                                  |                                                                                  | [ 4 ]         |
| 015. | 1937 | Ōdate           |                          | Koo Kuji                                                                         |                                                                                  |                                                                                  | [ 4 ]         |
| 016. | 1938 | Sapporo         | 3                        | Sakata Tokito                                                                    |                                                                                  |                                                                                  | [ 5 ]         |
| 017. | 1939 | Sapporo         |                          | Koo Kuji                                                                         |                                                                                  |                                                                                  | [ 5 ]         |
| 018. | 1940 | Takada          |                          | Koo Kuji                                                                         |                                                                                  |                                                                                  | [ 6 ]         |
| 019. | 1941 | Sapporo         |                          | Tokuhashi Katsumi                                                                |                                                                                  |                                                                                  | [ 6 ]         |
| 020. | 1942 | Daigō, Aomori   |                          | Takemi Tadataka                                                                  |                                                                                  |                                                                                  | [ 6 ]         |
| 021. | 1943 | Nikkō           |                          | Hoshino Noboru                                                                   |                                                                                  |                                                                                  | [ 7 ]         |
| 022. | 1944 |                 |                          | Wettbewerbe aufgrund des Zweiten Weltkrieges und deren Folgen nicht ausgetragen. | Wettbewerbe aufgrund des Zweiten Weltkrieges und deren Folgen nicht ausgetragen. | Wettbewerbe aufgrund des Zweiten Weltkrieges und deren Folgen nicht ausgetragen. | [ 7 ]         |
| 023. | 1945 |                 |                          | Wettbewerbe aufgrund des Zweiten Weltkrieges und deren Folgen nicht ausgetragen. | Wettbewerbe aufgrund des Zweiten Weltkrieges und deren Folgen nicht ausgetragen. | Wettbewerbe aufgrund des Zweiten Weltkrieges und deren Folgen nicht ausgetragen. | [ 7 ]         |
| 024. | 1946 |                 |                          | Wettbewerbe aufgrund des Zweiten Weltkrieges und deren Folgen nicht ausgetragen. | Wettbewerbe aufgrund des Zweiten Weltkrieges und deren Folgen nicht ausgetragen. | Wettbewerbe aufgrund des Zweiten Weltkrieges und deren Folgen nicht ausgetragen. | [ 7 ]         |
| 025. | 1947 |                 |                          | Wettbewerbe aufgrund des Zweiten Weltkrieges und deren Folgen nicht ausgetragen. | Wettbewerbe aufgrund des Zweiten Weltkrieges und deren Folgen nicht ausgetragen. | Wettbewerbe aufgrund des Zweiten Weltkrieges und deren Folgen nicht ausgetragen. | [ 7 ]         |
| 026. | 1948 | Nozawa Onsen    |                          | Nobuo Hikage                                                                     |                                                                                  |                                                                                  | [ 7 ]         |
| 027. | 1949 | Sapporo         |                          | Ryōichi Fujisawa                                                                 |                                                                                  |                                                                                  | [ 8 ]         |
| 028. | 1950 | Yonezawa        |                          | Ryōichi Fujisawa                                                                 |                                                                                  |                                                                                  | [ 8 ]         |
| 029. | 1951 |                 |                          | Wettbewerbe aufgrund eines warmen Winters abgesagt.                              | Wettbewerbe aufgrund eines warmen Winters abgesagt.                              | Wettbewerbe aufgrund eines warmen Winters abgesagt.                              | [ 8 ]         |
| 030. | 1952 | Sapporo         |                          | Saburo Fujita                                                                    |                                                                                  |                                                                                  | [ 9 ]         |
| 031. | 1953 | Ōdate           |                          | Ryōichi Fujisawa                                                                 |                                                                                  |                                                                                  | [ 9 ]         |
| 032. | 1954 | Takada          |                          | Takeshirō Fujita                                                                 |                                                                                  |                                                                                  | [ 10 ]        |
| 033. | 1955 | Sapporo         |                          | Kōichi Satō                                                                      |                                                                                  |                                                                                  | [ 10 ]        |
| 034. | 1956 | Ōdate           |                          | Yōsuke Etō                                                                       |                                                                                  |                                                                                  | [ 11 ]        |
| 035. | 1957 | Nozawa Onsen    |                          | Yōsuke Etō                                                                       |                                                                                  |                                                                                  | [ 11 ]        |
| 036. | 1958 | Otaru           |                          | Shigeru Kasamatsu                                                                |                                                                                  |                                                                                  | [ 12 ]        |
| 037. | 1959 | Ōwani, Aomori   |                          | Tabata Hideharu                                                                  |                                                                                  |                                                                                  | [ 12 ]        |
| 038. | 1960 | Takada          |                          | Shigeru Kasamatsu                                                                |                                                                                  |                                                                                  | [ 13 ]        |
| 039. | 1961 | Shiga-kōgen     |                          | Yōsuke Etō                                                                       |                                                                                  |                                                                                  | [ 13 ]        |
| 040. | 1962 | Sapporo         |                          | Akemi Taniguchi                                                                  |                                                                                  |                                                                                  | [ 14 ]        |
| 041. | 1963 | Sapporo         |                          | Eiichi Tanaka                                                                    |                                                                                  |                                                                                  | [ 14 ]        |
| 042. | 1964 | Ōwani, Aomori   |                          | Yasuo Obo                                                                        |                                                                                  |                                                                                  | [ 15 ]        |
| 043. | 1965 | Sapporo         |                          | Akemi Taniguchi                                                                  |                                                                                  |                                                                                  | [ 15 ]        |
| 044. | 1966 | Ōwani, Aomori   |                          | Hiroshi Itagaki                                                                  |                                                                                  |                                                                                  | [ 16 ]        |
| 045. | 1967 | Sapporo         |                          | Akemi Taniguchi                                                                  |                                                                                  |                                                                                  | [ 16 ]        |
| 046. | 1968 | Sapporo         |                          | Yūji Katsuro                                                                     | Tamio Taguchi                                                                    | Mitsuru Satō                                                                     | [ 17 ]        |
| 047. | 1969 | Otaru           |                          | Yūji Katsuro                                                                     | Hiroshi Itagaki                                                                  | Kazuo Araya                                                                      | [ 18 ]        |
| 048. | 1970 | Sapporo         | 4                        | Hideki Nakano                                                                    | Mamoru Nakamura                                                                  | Kazuhiro Yamada                                                                  | [ 19 ]        |
| 049. | 1971 | Sapporo         | Gundersen                | Yūji Katsuro                                                                     | Nobutaka Sasaki                                                                  | Hideki Nakano                                                                    | [ 20 ]        |
| 050. | 1972 | Ōwani, Aomori   | Gundersen                | Eiichi Hanada                                                                    | Masatoshi Sudō                                                                   | Seiichi Nitta                                                                    | [ 21 ]        |
| 051. | 1973 | Sapporo         | Gundersen                | Kazuhiro Yamada                                                                  | Haruo Kuromaru                                                                   | Kazuo Araya                                                                      | [ 22 ]        |
| 052. | 1974 | Sapporo         | Gundersen                | Kazuo Araya                                                                      | Hideki Nakano                                                                    | Yukio Kudō                                                                       | [ 23 ]        |
| 053. | 1975 | Sapporo         | Gundersen                | Yūji Katsuro                                                                     | Kazuo Araya                                                                      | Hideki Nakano                                                                    | [ 24 ]        |
| 054. | 1976 | Sapporo         |                          | Kazuo Araya                                                                      | Motoshi Iwasaki                                                                  | Susumu Yamamoto                                                                  | [ 25 ]        |
| 055. | 1977 | Sapporo         |                          | Hiroshi Hosokawa                                                                 | Yasuya Nakagoshi                                                                 | Hideki Nakano                                                                    | [ 26 ]        |
| 056. | 1978 | Sapporo         |                          | Mitsunori Kitajima                                                               | Motoshi Iwasaki                                                                  | Hirohiro Takahata                                                                | [ 27 ]        |
| 057. | 1979 | Sapporo         |                          | Yasuya Nakagoshi                                                                 | Makio Furukawa                                                                   | Tsutomu Mihashi                                                                  | [ 28 ]        |
| 058. | 1980 | Ōwani, Aomori   |                          | Tomoji Saitō                                                                     | Yūji Kobayashi                                                                   | Manabu Kashiwaya                                                                 | [ 29 ]        |
| 059. | 1981 | Sapporo         |                          | Hirohiro Takahata                                                                | Hiroshi Hosokawa                                                                 | Toshihiro Hanada                                                                 | [ 30 ]        |
| 060. | 1982 | Ōwani, Aomori   |                          | Toshiaki Maruyama                                                                | Manabu Kashiwaya                                                                 | Keizō Masaki                                                                     | [ 31 ]        |
| 061. | 1983 | Sapporo         | 5                        | Minoru Tomiya                                                                    | Hirohiro Takahata                                                                | Hirata Hitoshi                                                                   | [ 32 ]        |
| 062. | 1984 | Sapporo         |                          | Hideki Miyazaki                                                                  | Toshiaki Maruyama                                                                | Takahiro Tanaka                                                                  | [ 33 ]        |
| 063. | 1985 | Sapporo         |                          | Hiroki Uchida                                                                    | Tsuyoshi Miura                                                                   | Toshiaki Maruyama                                                                | [ 34 ]        |
| 064. | 1986 | Asahikawa       |                          | Masashi Abe                                                                      | Toshiaki Maruyama                                                                | Hiroki Uchida                                                                    | [ 35 ]        |
| 065. | 1987 | Asahikawa       |                          | Masashi Abe                                                                      | Toshiaki Maruyama                                                                | Hideki Miyazaki                                                                  | [ 36 ]        |
| 066. | 1988 | Ōwani, Aomori   | 6                        | Toshiaki Maruyama                                                                | Masashi Abe                                                                      | Hideki Miyazaki                                                                  | [ 37 ]        |
| 067. | 1989 | Ashiro          |                          | Nao Yamamoto                                                                     | Masashi Abe                                                                      | Katsuhiko Itō                                                                    | [ 38 ]        |
| 068. | 1990 | Ashiro          |                          | Masashi Abe                                                                      | Hideki Miyazaki                                                                  | Takanori Kōno                                                                    | [ 39 ]        |
| 069. | 1991 | Kazuno          |                          | Narita Shūhei                                                                    | Kenji Ogiwara                                                                    | Nao Yamamoto                                                                     | [ 40 ]        |
| 070. | 1992 | Kutchan         | Gundersen                | Takanori Kōno                                                                    | Nao Yamamoto                                                                     | Makoto Nishimura                                                                 | [ 41 ]        |
| 071. | 1993 | Hakuba          | Gundersen (NS / 15 km)   | Masashi Abe                                                                      | Kenji Ogiwara                                                                    | Takanori Kōno                                                                    | [ 42 ]        |
| 072. | 1994 | Sapporo         | Gundersen (NS / 15 km)   | Kenji Ogiwara                                                                    | Takanori Kōno                                                                    | Tsugiharu Ogiwara                                                                | [ 43 ]        |
| 073. | 1995 | Hakuba          | Gundersen (NS / 15 km)   | Nao Yamamoto                                                                     | Kazuyoshi Yamada                                                                 | Takashi Ueno                                                                     | [ 44 ]        |
| 074. | 1996 | Hakuba          | Gundersen (NS / 15 km)   | Toru Bandai                                                                      | Masaki Tomii                                                                     | Tomoumi Kōno                                                                     | [ 45 ]        |
| 075. | 1997 | Nayoro          | Gundersen (NS / 15 km)   | Gen Tomii                                                                        | Masaki Tomii                                                                     | Kōji Takasawa                                                                    | [ 46 ]        |
| 076. | 1998 | Sapporo         | Gundersen (NS / 15 km)   | Takashi Ueno                                                                     | Takashi Kitamura                                                                 | Kazuyoshi Yamada                                                                 | [ 47 ]        |
| 077. | 1999 | Hakuba          | Gundersen (NS / 15 km)   | Kōji Takasawa                                                                    | Metoki Shin’ichi                                                                 | Shingo Kanai                                                                     | [ 48 ]        |
| 078. | 2000 | Sapporo         | Gundersen (NS / 15 km)   | Kazuyoshi Yamada                                                                 | Makoto Masaki                                                                    | Kōshi Nakamura                                                                   | [ 49 ]        |
| 079. | 2001 | Sapporo         | Gundersen (NS / 15 km)   | Daito Takahashi                                                                  | Takanori Hagiwara                                                                | Gen Tomii                                                                        | [ 50 ]        |
| 080. | 2002 | Sapporo         | Gundersen (NS / 15 km)   | Gen Tomii                                                                        | Eiji Masaki                                                                      | Takanori Hagiwara                                                                | [ 51 ]        |
| 081. | 2003 | Hakuba          | Gundersen (NS / 15 km)   | Takanori Hagiwara                                                                | Jun Satō                                                                         | Yūsuke Minato                                                                    | [ 52 ]        |
| 082. | 2004 | Sapporo         | Sprint (NS / 7,5 km)     | Daito Takahashi                                                                  | Takashi Kitamura                                                                 | Norihito Kobayashi                                                               | [ 53 ] [ 54 ] |
| 083. | 2005 | Hakuba          | Sprint (NS / 7,5 km)     | Daito Takahashi                                                                  | Takashi Kitamura                                                                 | Hideaki Nagai                                                                    | [ 55 ]        |
| 084. | 2006 | Sapporo         | Gundersen (NS / 15 km)   | Taihei Katō                                                                      | Kōsuke Tanaka                                                                    | Hiroshi Sasaki                                                                   | [ 56 ]        |
| 085. | 2007 | Hakuba          | Sprint (NS / 7,5 km)     | Takashi Kitamura                                                                 | Yōsuke Hatakeyama                                                                | Tomoyuki Usui                                                                    | [ 57 ]        |
| 086. | 2008 | Sapporo         | Sprint (NS / 7,5 km)     | Yōsuke Hatakeyama                                                                | Yōichi Nagai                                                                     | Kōsuke Tanaka                                                                    | [ 58 ] [ 59 ] |
| 087. | 2009 | Hakuba          | Gundersen (NS / 10 km)   | Hideaki Nagai                                                                    | Takashi Kitamura                                                                 | Takahiro Kubo                                                                    | [ 60 ]        |
| 088. | 2010 | Sapporo         | Gundersen (NS / 10 km)   | Hideaki Nagai                                                                    |                                                                                  |                                                                                  | [ 61 ]        |
| 089. | 2011 | Sapporo         | Gundersen (NS / 10 km)   | Hideaki Nagai                                                                    | Aguri Shimizu                                                                    | Takuya Kaga                                                                      | [ 61 ] [ 62 ] |
| 090. | 2012 | Sapporo         | Gundersen (NS / 10 km)   | Aguri Shimizu                                                                    | Daito Takahashi                                                                  | Kōhei Takao                                                                      | [ 63 ] [ 64 ] |
| 091. | 2013 | Hakuba          | Gundersen (NS / 10 km)   | Akito Watabe                                                                     | Yoshito Watabe                                                                   | Hideaki Nagai                                                                    | [ 63 ] [ 65 ] |
| 092. | 2014 | Sapporo         | Gundersen (NS / 10 km)   | Takehiro Watanabe                                                                | Aguri Shimizu                                                                    | Gō Sonehara                                                                      | [ 63 ] [ 66 ] |
| 093. | 2015 | Hakuba          | Gundersen (NS / 10 km)   | Yūsuke Minato                                                                    | Horimai Shodai                                                                   | Yōsuke Shibakusa                                                                 | [ 63 ] [ 67 ] |
| 094. | 2016 | Nayoro          | 7 Gundersen (NS / 10 km) | Akito Watabe                                                                     | Takehiro Watanabe                                                                | Hideaki Nagai                                                                    | [ 63 ] [ 68 ] |
| 095. | 2017 | Hakuba          | Gundersen (NS / 10 km)   | Yūsuke Minato                                                                    | Hibiki Yuze                                                                      | Yoshihiro Kimura                                                                 | [ 63 ] [ 69 ] |
| 096. | 2018 | Nayoro          | Gundersen (NS / 10 km)   | Yū Koyama                                                                        | Gō Sonehara                                                                      |                                                                                  | [ 63 ] [ 70 ] |
| 097. | 2019 | Hakuba          | Gundersen (NS / 10 km)   | Yū Koyama                                                                        | Hidefumi Denda                                                                   | Ryōta Yamamoto                                                                   | [ 63 ] [ 71 ] |
| 098. | 2020 | Nayoro          | Gundersen (NS / 10 km)   | Wettbewerbe aufgrund der COVID-19-Pandemie abgesagt.                             | Wettbewerbe aufgrund der COVID-19-Pandemie abgesagt.                             | Wettbewerbe aufgrund der COVID-19-Pandemie abgesagt.                             | [ 63 ]        |
| 099. | 2021 | Sapporo         | Gundersen (NS / 10 km)   | Toshihisa Denda                                                                  | Gō Sonehara                                                                      | Yū Koyama                                                                        | [ 63 ] [ 72 ] |
| 100. | 2022 | Sapporo         | Gundersen (NS / 10 km)   | Toshihisa Denda                                                                  | Aguri Shimizu                                                                    | Taira Mikata                                                                     | [ 63 ] [ 73 ] |
| 101. | 2023 | Hakuba          | Gundersen (NS / 10 km)   | Aguri Shimizu                                                                    | Shōgo Azegami                                                                    | Yū Koyama                                                                        | [ 74 ] [ 75 ] |
| 102. | 2024 | Sapporo         | Gundersen (NS / 10 km)   | Kyotaro Yamazaki                                                                 | Kaisei Mori                                                                      | Takuya Nakazawa                                                                  | [ 76 ]        |
| 103. | 2025 | Hakuba          | Gundersen (NS / 10 km)   | Takuya Nakazawa                                                                  | Yū Koyama                                                                        | Aguri Shimizu                                                                    | [ 77 ]        |

### Frauen
| Nr.  | Jahr | Austragungsort | Bemerkung             | Meisterin                                            | Zweite                                               | Dritte                                               | Beleg         |
| ---- | ---- | -------------- | --------------------- | ---------------------------------------------------- | ---------------------------------------------------- | ---------------------------------------------------- | ------------- |
| 096. | 2018 | Nayoro         | Gundersen (NS / 5 km) | Ayane Miyazaki                                       | Haruka Kasai                                         | Ringo Miyajima                                       | [ 63 ] [ 70 ] |
| 097. | 2019 | Hakuba         | Gundersen (NS / 5 km) | Ayane Miyazaki                                       | Yuna Kasai                                           | Anju Nakamura                                        | [ 63 ] [ 71 ] |
| 098. | 2020 | Nayoro         | Gundersen (NS / 5 km) | Wettbewerbe aufgrund der COVID-19-Pandemie abgesagt. | Wettbewerbe aufgrund der COVID-19-Pandemie abgesagt. | Wettbewerbe aufgrund der COVID-19-Pandemie abgesagt. | [ 63 ]        |
| 099. | 2021 | Sapporo        | Gundersen (NS / 5 km) | Ami Sawaya                                           | Hazuki Ikeda                                         | Yura Murakami                                        | [ 63 ] [ 72 ] |
| 100. | 2022 | Sapporo        | Gundersen (NS / 5 km) | Ami Sawaya                                           | Hinata Satō                                          | Yū Shimizu                                           | [ 63 ] [ 73 ] |
| 101. | 2023 | Hakuba         | Gundersen (NS / 5 km) | Ayane Miyazaki                                       |                                                      | Yuzuka Fujiwara                                      | [ 74 ]        |
| 102. | 2024 | Sapporo        | Gundersen (NS / 5 km) | Yuzuki Kainuma                                       | Yuzuka Fujiwara                                      | Hazuki Ikeda                                         | [ 76 ]        |
| 103. | 2025 | Hakuba         | Gundersen (NS / 5 km) | Yuzuka Fujiwara                                      | Rosa Kikuchi                                         | Hazuki Ikeda                                         | [ 77 ]        |